# Tschoir
Tschoir (mongolisch Чойр) ist eine Stadt in der Mongolei, 250 km südöstlich von der Hauptstadt Ulaanbaatar, also im zentralöstlichen Teil des Landes. Die Stadt ist Verwaltungsort des Gobi-Sümber-Aimags.
Tschoir besteht aus Sümber (dem eigentlichen Zentrum), Chonchor (einem Bezirk, wo früher die Sowjets lebten) und dem Jurtenbezirk.
2002 hatte Tschoir 7588 Einwohner (mit der Landbevölkerung 9207), 1979 waren es nur 4500. 2008 waren es 9720.
Ganz Gobi-Sümber hat fast 13.350 Einwohner, besteht aus 3 Sums (Sümber=Tschoir, Bayantal und Schiweegobi) und 6 Bags. Das Areal von Gobi-Sümber erstreckt sich über 5054 km².
Tschoir liegt im Tschoirtal, einem Landstreifen von ca. 150 km Länge und 10–20 km Breite. Es liegt ca. 500 m unter dem Umland, auf einer Höhe von 1230 bis 1269 m. Gobi-Sümber selbst liegt auf einer Höhe von 1000 bis 1200 m.

## Infrastruktur
Tschoir liegt an der Transmongolischen Eisenbahnstrecke und an der Straßenverbindung von Ulaanbaatar nach China. Täglich verkehren mehrere Züge in beide Richtungen. Busse verkehren mindestens einmal täglich nach Ulaanbaatar, aber auch je nach Nachfrage mehrfach Sammeltaxis.
Tschoir hat Strom- und Wasseranschluss. Im Sommer gibt es nur am Wochenende Warmwasser; hin und wieder kommt es zu Strom- und Wasserausfällen, die aber meist angekündigt sind und mit Reparaturarbeiten im Sommer zu tun haben.

## Klima
Die Region ist ein Ausläufer der Gobiwüste mit extrem kontinentalem Klima, sehr trocken, auch wenn es hier mehr regnet als im Rest der Gobi. Der Durchschnitt liegt bei 200–250 mm. Im Sommer ist es oft heiß, dafür ist der Winter nicht so hart wie in anderen Teilen des Landes (im Oktober/November ist es nur leicht unter 0 Grad). Dennoch liegt das Maximum im Sommer bei 37 °C und im Winter bei −37 °C. Es ist oft windig („Tschoirwind“), vor allem im Sommer, und dann gibt es Sandstürme und/oder Gewitter.

## Geschichte
Tschoir war ein sowjetischer Militärstützpunkt. Zwischen 1989 und 1992 verließen die Sowjets Tschoir. In Bayantal (früher auch Lun Bag), ca. 25 km nördlich von Tschoir, befindet sich die längste Landebahn der ganzen Mongolei. Der ehemalige Stützpunkt untersteht jetzt der mongolischen Armee. Er wird nicht aktiv betrieben, ist aber dennoch nicht zu besichtigen.

## Sehenswürdigkeiten
Auf dem Bahnhofsvorplatz von Tschoir steht eine Statue zu Ehren des ersten mongolischen Kosmonauten Dschügderdemidiin Gürragtschaa. In der Nähe von Chonchor steht die größte noch erhaltene russische Statue in der Mongolei. Ebenfalls in Chonchor, im Verwaltungsgebäude befindet sich das Museum von Tschoir.

## Landschaft
In der Nähe von Tschoir befindet sich der Tschoirberg, der Sansarberg und der Sumberberg. Am Tschoirberg gab es früher ein Kloster mit 1000 Lamas. Noch heute sind dort mehrere buddhistische Stätten und Monumente.

## Wirtschaft
Seit 1994 gibt es in Tschoir einen Industrie- und Technologiepark.
Tschoir hat ein Gefängnis mit ca. 460 Inhaftierten. Gobi-Sümber ist reich an Bodenschätzen wie Braunkohle, Öl, Zinn, Lehm und Mineralien, welche in mehreren großen Minen ausgebeutet werden.